# Emma de Ramón
Emma Zelmira María de Ramón Acevedo (Santiago de Chile, 28 de febrero de 1960) es una historiadora, archivera y activista LGBT chilena. Desde mayo de 2014 es integrante del directorio de la Fundación Iguales y desde abril de 2015 es directora del Archivo Nacional de Chile.

## Estudios y carrera profesional
Nació en Santiago el 28 de febrero de 1960, siendo sus padres el historiador Armando de Ramón y la bibliotecaria Ema Acevedo. En 1983 obtuvo la Licenciatura en Arte en la Universidad de Chile, mientras que en 1989 obtuvo el título de Licenciada en Estética y en 2000 el de Doctora en Historia, ambos por la Pontificia Universidad Católica de Chile.
Su área de estudio se enfoca principalmente en la historia social de Chile durante la época colonial y la historia de las mujeres. En 2002 trabajó como coordinadora del Archivo de la Araucanía, y en 2005 ingresó como funcionaria de planta del Archivo Nacional de Chile, desempeñándose como coordinadora del Archivo Nacional Histórico; bajo su gestión se trabajó en el desarrollo del Archivo de Mujeres y Géneros, destinado a generar visibilidad de las mujeres y movimientos LGBT en el archivo estatal chileno.
En abril de 2015 fue nombrada directora del Archivo Nacional de Chile, cargo por el cual también desempeña el rol de consejera del Consejo de Monumentos Nacionales.

## Activismo LGBT
De Ramón es abiertamente lesbiana —salió del armario en 1988, cuando tenía 28 años—, y adquirió notoriedad en 2003 cuando su entonces pareja, la jueza Karen Atala, fue demandada por su exesposo para quitarle la tuición de sus hijas aduciendo que la relación lésbica de Atala sería dañina para la crianza. Posteriormente Atala demandó al Estado chileno ante la Corte Interamericana de Derechos Humanos, en un caso titulado Atala Riffo y niñas vs. Chile. Junto a Karen Atala, Emma de Ramón fue una de las fundadoras de la organización «Las Otras Familias», que agrupaba a familias constituidas por lesbianas.
En mayo de 2014 se incorporó al directorio de la Fundación Iguales. En diciembre de 2017 inició una batalla judicial para lograr que se le reconociera como madre de Attilio, el hijo que tuvo el 28 de septiembre del mismo año junto a su esposa, Gigliola Di Giammarino; el 8 de junio de 2020, en un fallo histórico, el Segundo Juzgado de Familia de Santiago ordenó al Servicio de Registro Civil e Identificación de Chile que inscribiera a De Ramón y Di Giammarino como madres de Attilio.

## Obras publicadas
- Obra y fe; la Catedral de Santiago 1541-1769 (2002)[3]
- Francisco Esteban Valenciano: un acercamiento a la vida social de los artífices en Santiago durante el siglo XVI (2002)[3]
- Sebastián de Iturriaga, Juan Chico de Peñalosa y Martín García: tres sastres del siglo XVI en Santiago (2004)[3]
- Artífices negros, mulatos y pardos en Santiago de Chile: siglos XVI y XVII (2006)[3]